# Mir Bacha Kot (huyện)
Mir Bacha Kot là một huyện thuộc tỉnh Kabul, Afghanistan. Dân số thời điểm năm 1999 là 55,139 người.